# Ban (internet)
Ban (z anglického ban – klatba, zákaz, vyhoštění, vypovězení) je internetový výraz označující zablokování přístupu, např. na internetové fórum nebo účet v MMORPG hrách. Přístup uživateli zablokuje správce serveru za porušování pravidel. Uživatel, který je banován, nemůže služby serveru využívat – někdy trvale, jindy po určitou dobu. Symbolický ban omezeného trvání (v řádu minut) může také sloužit jako varování.

## IP ban
Někdy, zvláště u online her (např. Counter-Strike či World of Warcraft), k nimž hráč přistupuje přes svůj účet, se lze banu vyhnout vytvořením nového účtu. V těchto případech se užívá tzv. IP ban – přístup je odepřen IP adrese daného počítače.

## Ban ve vyhledávačích
Jestliže web poruší některá z pravidel, která předepisují vyhledávače (např. Google či Seznam.cz), může být vyhledávačem banován. To znamená, že se nebude zobrazovat ve výsledcích vyhledávání.